# O’Bryan (Sänger)
O’Bryan McCoy Burnette Jr. (* 5. Dezember 1961 in Burgaw, North Carolina) ist ein US-amerikanischer Sänger und Songwriter.

## Musik
O’Bryan McCoy Burnette Jr. wurde am 5. Dezember 1961 im Pender County Memorial Hospital in Burgaw geboren. Seine Eltern sind O’Bryan und Glenice Burnette. O’Bryan trat im Alter von achtzehn Jahren mit dem Bassisten Melvin Lee Davis im Chor der Second Baptist Church im kalifornischen Santa Ana auf. Er wurde dort mit dem Produzenten Ron Kersey bekannt gemacht. Dieser war zu der Zeit auf der Suche nach Mitgliedern für eine neue  Gruppe namens Hamercy. O’Bryan wurde als Leadsänger aufgenommen. Die junge Band löste sich nach kurzer Zeit wieder auf. Burnette Jr. sollte fortan mit Don Cornelius zusammenarbeiten. Dieser ist als Produzent der Musiksendung Soul Train bekannt.
O’Bryan machte auf Anraten von Cornelius einen Vertrag mit dem Plattenlabel Capitol Records. In den nächsten vier Jahren, 1982 bis 1986, veröffentlichte der Sänger vier Alben und neun Singles, die alle in den R&B-Charts aufgelistet waren. Die Musik ist dem R&B und teils dem Funk der 1980er Jahre zuzurechnen. Nach einer langen Auszeit veröffentlichte O’Bryan 2007 das Album F1RST.

## Diskografie

### Alben
- 1982 Doin' Alright
- 1983 You and I
- 1984 Be My Lover
- 1986 Surrender
- 2007 F1RST

### Kompilationen
- 1996 The Best of O'Bryan